# Claude Carondelet
Pour les articles homonymes, voir Carondelet.
Claude Carondelet (1467-1518) est un homme politique comtois qui fut conseiller et diplomate de Charles Quint.

## Biographie
Né en 1467 à Dole dans le comté de Bourgogne, il est le fils de Jean Carondelet (1428-1501), grand chancelier de Flandre et Bourgogne de l'empereur Maximilien de Habsbourg, et de Marguerite de Chassey (-1511). Il eut pour frères : Jean et Ferry Carondelet.
Chevalier et seigneur de Solre-sur-Sambre, il devient bailli d'Amont, c'est-à-dire l'un des principaux officiers de cette province qui correspond aujourd'hui à l'actuelle Haute-Saône. Il est également nommé conseiller et maître des requêtes de l'hôtel du roi des Romains, Maximilien, dès l'année 1488.
Le roi et la reine le charge en sa qualité de doyen de Besançon, d'une ambassade à Rome en 1481 en compagnie de l'évêque de Ceuta et Jean VI Rolin
Il épousa en 1507 Jacqueline Blondel de Joigny (-1558). L'archiduc Maximilien le chargea de plusieurs missions à l'étranger, notamment en Angleterre en 1509 pour rendre possible le mariage de l'archiduc Charles, son petit-fils, avec la princesse Marie Tudor, sœur de Henri VIII. La même année, il fut nommé l'un des commissaires au renouvellement des lois de Flandre. Il s'attira l'estime de Maximilien de Habsbourg et de Marguerite d'Autriche comme nous l'apprend leur correspondance. 
Charles Quint lors de sa prise de pouvoir en Espagne le nomme par une ordonnance datée du 23 juillet 1517 à Middelbourg chef du conseil privé chargé de gouverner les Pays-Bas. Il mourut le 31 mai 1518 et fut enterré dans l'abbaye de la Thure située à Soire-sur-Sambre..

## Source
- « Claude Carondelet », Biographie Nationale, Académie royale de Belgique, vol. III,‎ 1872 (lire en ligne).